# Пакистанская музыка

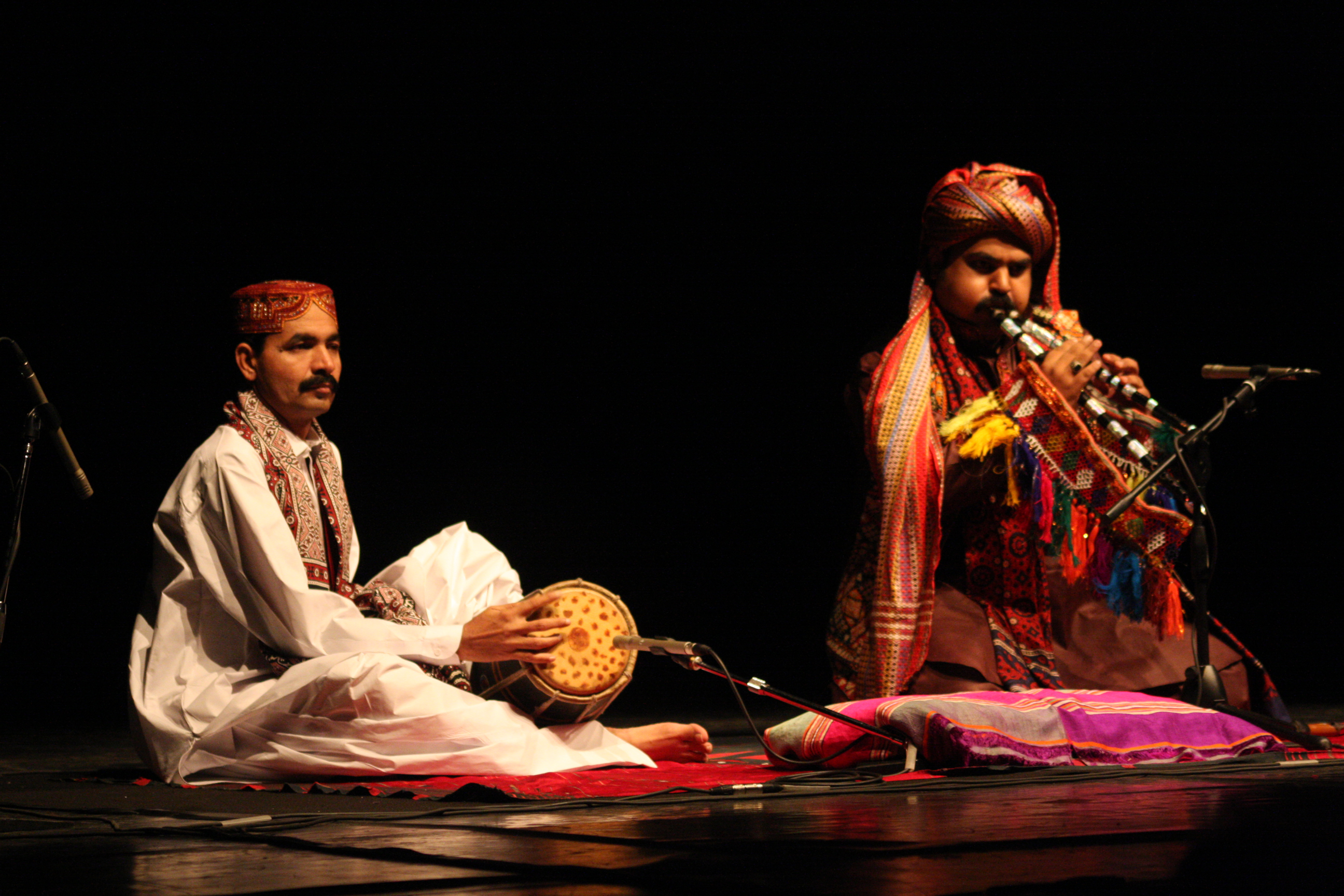
Музыкальный коллектив в Пакистане

Музыка Пакистана — народные и популярные музыкальные произведения. Для Пакистана характерно сложное переплетение музыкальных культур различных народов, издавна населявших страну: пенджабцев, пуштунов, синдхов, арабов, белуджей и других. В последнее время отмечается влияние западной популярной музыки.

## Суфийская музыка

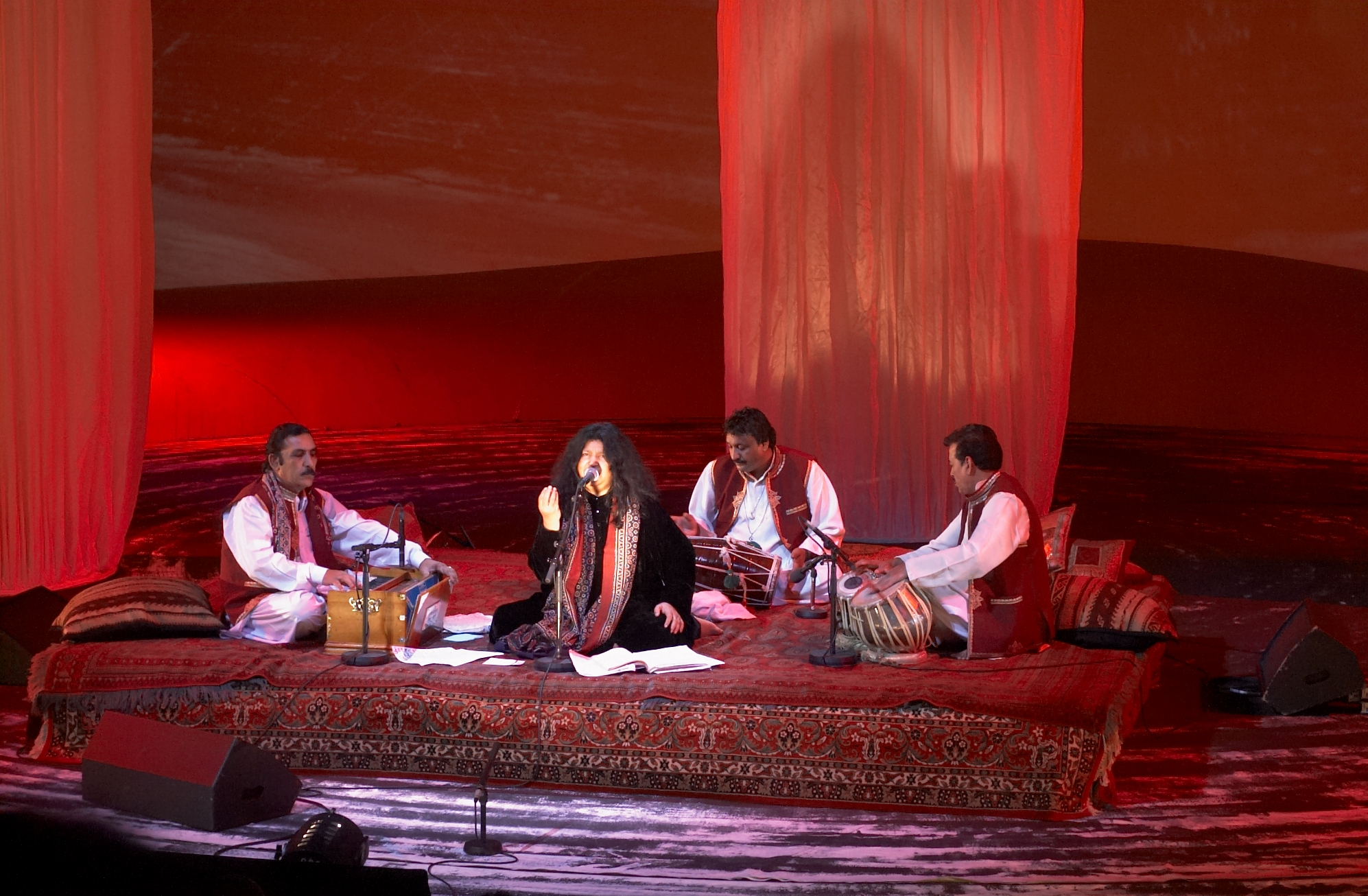
Каввали

Каввали (урду قوٌالی‎) — исполнение под музыку суфийской поэзии, весьма распространённое в Пакистане. Традиция Каввали существует более 700 лет. Её популяризаторами были члены братства Чишти. Первоначально Каввали использовалась в ритуальных целях в суфийских обителях (ханака), во время радений и праздников (урс), у гробниц суфийских шейхов и святых. В дальнейшем Каввали стали также исполняться на светских концертах и фестивалях. Широкую международнуюю известность приобрёл исполнитель Каввали Нусрат Фатех Али Хан из Пакистана, благодаря ему жанр распространился по всему миру. В группе Каввали участвуют преимущественно мужчины, они поют на много голосов тексты духовного содержания, нередко повторяя одну и ту же фразу множество раз. В качестве аккомпанемента используется индийская гармоника, табла, мриданг, в последнее время — синтезаторы. Исполнители и зрители входят в состояние ваджд — особое состояние экстаза или транса, когда они ощущают своё единение с Аллахом. Это состояние особенно ценится в суфийских ритуалах.

## Поп-музыка
Назия Хассан в 1981 году стала первым пакистанским закадровым исполнителем выпустившим собственный альбом. Её первый альбом, Disco Deewane, побил все рекорды продаж в Пакистане и Индии и даже возглавлял чарты в Вест-Индии, Латинской Америке и России. В 2013 Атиф Аслам стал первым пакистанским поп-исполнителем выступившим на O2 Arena в Лондоне дважды. DWTC в 2012 году назвал его лучшим исполнителей наряду Pitbull, Энрике Иглесиасом, Il Divo, Готье, Evanescence и Swedish House Mafia.
Современная музыка Пакистана тесно переплетается с традиционными и классическими формами. Так третий альбом певца Али Зафара, Jhoom, содержит несколько композиций в жанре суфийский поп, а также исполнение классических стихов Мирзы Галиба.

## Рок-музыка
Рок-музыка очень популярна в Пакистане. В 2003 году песня пакистанской группы String’s — Najane Kyun стала одной из песен на языке урду для саундтрека фильма Человек-паук 2. Пакистанская группа Junoon играет суфийский рок (что представляет собой смесь традиционной пакистанской народной и суфийской музыки с западной).
В 2006 году вышел альбом Jugni певца Арифа Лохара, который возымел огромный успех.

## Музыка Кашмира
Ладишах — это саркастическая песня и важная часть музыкальной культуры Кашмира. Это песни на общественно-политические темы или совершенно юмористического характера. В сезон сбора урожая, певцы ходят от деревни в деревне. Песни сочиняют на месте и темой становятся надежды и опасения жителей этой деревни. Мастерство певца в том, чтобы в весёлой манере передать слушателям правде о их жизни, порой метафоры певца не легко понять.

## Исполнители
- Газала Джавед